# Кийт Люин
Кийт Левин (на английски: Keith Lewin) е британски учен.
Той е професор по международно образование и развитие в Университета в Съсекс и директор на британския Консорциум за изследвания върху достъпа до образование, прехвърляния и равнопоставеност (Consortium for Research on Educational Access, Transitions and Equity, CREATE). Известен е със своята работа в областта на образователното планиране, икономика и финанси в образованието, обучение на преподаватели, оценяване, образователна политика в областта на науката и технологиите в развиващите се страни, образователна помощ и оценка на програми. Бил е съветник на правителства във Великобритания, многостранни и нестопански организации по образователно планиране и политика, на Световната банка, британския правителствен департамент за международно развитие, Международния институт за образователно планиране към ЮНЕСКО, УНИЦЕФ, Програмата на ООН за развитие, Австралийската агенция за международно развитие и др.. Неговият опит включва проекти в Гана, Руанда, Уганда, Кения, Танзания, Малави, Южна Африка, Зимбабве, Мавриций, Тринидад и Тобаго, Барбадос, Индия, Шри Ланка, Бангладеш, Малайзия и Китай.

## Приноси
Левин е един от първите анализатори, които непрекъснато настояват за стратегии за балансирано развитие по време и след Световната конференция в Йомтиен (Тайланд) за образование за всички.